# Faliment

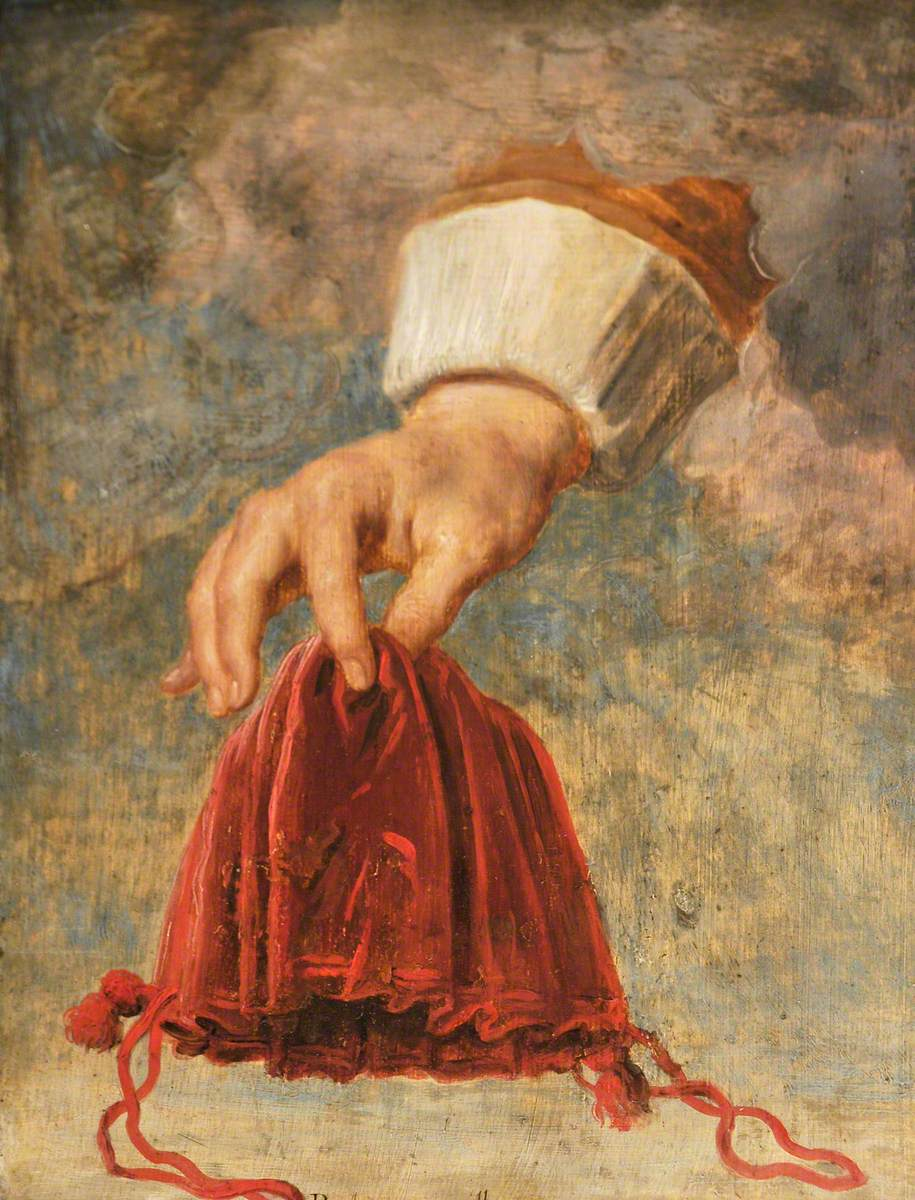
„Nicio suferință nu se poate compara” (cu cea a risipei Falimentului)

Falimentul sau bancruta (lit. banca ruptă) este un proces legal prin care persoanele sau alte entități care nu își pot plăti datoriile către creditori pot solicita o formă de scutire de la plata totală sau parțială a acestor datorii. În majoritatea jurisdicțiilor, falimentul este impus printr-o hotărâre judecătorească, adesea la inițiativa debitorului.
Statutul de falit nu este singura formă juridică posibilă pentru o persoană insolvabilă, ceea ce înseamnă că termenul „faliment” nu este sinonim cu „insolvență”.

## Istoric

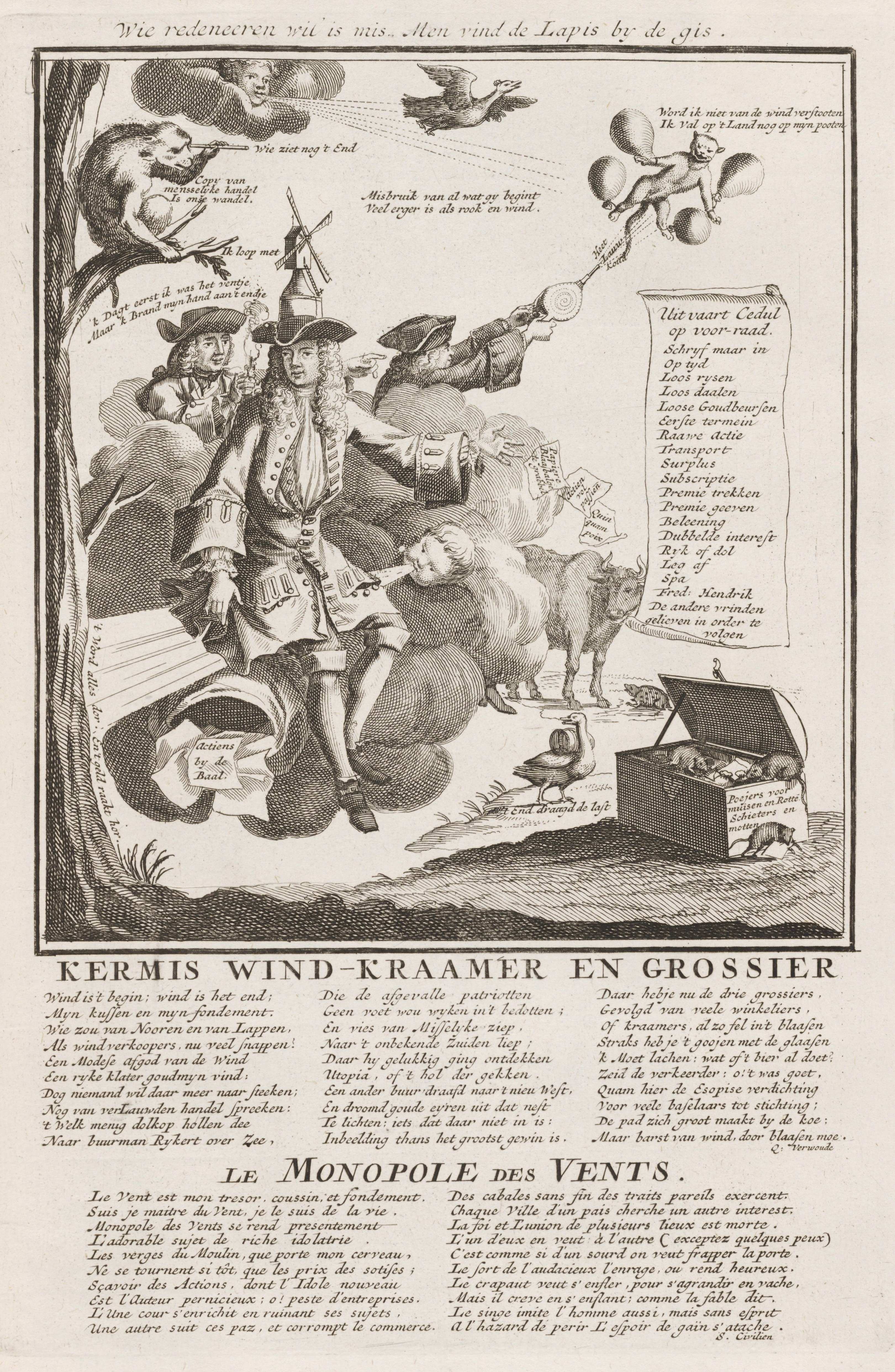
Falimentul companiei Mississippi a lui John Law a dus la falimentul național al Franței în 1720.

În Grecia Antică, falimentul nu exista. Dacă un bărbat avea datorii și nu le putea plăti, el, soția sa, copiii sau servitorii săi erau forțați să intre în „sclavie pentru datorii”, până când creditorul își recupera pierderile prin munca lor fizică. Multe cetăți-stat din Grecia antică limitau sclavia pentru datorii la o perioadă de cinci ani; sclavii pentru datorii beneficiau de protecția vieții și a integrității corporale, protecții de care sclavii obișnuiți nu beneficiau. Totuși, servitorii debitorului puteau fi reținuți de creditor și după expirarea acestui termen și erau adesea forțați să-și servească noul stăpân pe viață, de regulă în condiții mult mai dure. O excepție de la această regulă era Atena, unde legile lui Solon interziceau sclavia pentru datorii; ca urmare, majoritatea sclavilor din Atena erau străini (greci sau de altă origine).
Existența falimentului este documentată și în Asia de Est. Potrivit lui al-Maqrizi, Yassa a lui Ginghis Han conținea o prevedere care impunea pedeapsa cu moartea pentru oricine devenea falit de trei ori. Statutul Falimentelor din 1542 a fost prima lege din dreptul englez care reglementa falimentul sau insolvența. Neplata obligațiunilor de stat a fost întâlnită de mai multe ori de-a lungul istoriei. În mod similar, Filip al II-lea al Spaniei a fost nevoit să declare patru falimente de stat: în 1557, 1560, 1575 și 1596.

## Frauda
Frauda în faliment este o infracțiune economică ce implică, în mod obișnuit, ascunderea de active de către debitor pentru a evita lichidarea în procedurile de faliment. Aceasta poate include depunerea de informații false, multiple cereri în jurisdicții diferite, mită și alte acte ilegale.
Falsificările pe formularele de faliment constituie mărturie mincinoasă. Depunerea multiplă a cererilor nu este neapărat ilegală, dar poate încălca anumite prevederi legale. Deși variază între jurisdicții, faptele penale frecvente în cadrul legilor privind falimentul includ:
- ascunderea activelor,
- distrugerea sau ascunderea documentelor,
- conflicte de interese,
- cereri frauduloase,
- declarații false,
- aranjamente privind onorariile sau redistribuirea acestora.

Frauda în faliment trebuie distinsă de falimentul strategic, care nu este infracțiune, deoarece generează o stare reală (nu falsă) de faliment, dar care poate totuși avea efecte negative pentru debitor.
Toate activele trebuie declarate în registrele de faliment, indiferent dacă debitorul consideră că acestea au valoare netă. După depunerea cererii de faliment, decizia privind valoarea activelor aparține creditorilor, nu debitorului. Omisiunea activelor poate avea consecințe serioase pentru debitorul vinovat.
În SUA, un faliment închis poate fi redeschis prin cerere a unui creditor sau a administratorului judiciar dacă debitorul încearcă să revendice mai târziu proprietatea asupra unui „activ nedeclarat” după ce a fost scutit de datorii în faliment. Administratorul poate confisca și lichida activul pentru beneficiul creditorilor. Dacă ascunderea activului trebuie considerată fraudă sau mărturie mincinoasă ține de judecător sau de administratorul judiciar.

## Falimentul în Olanda
Legea falimentului olandez este reglementată de Codul olandez al falimentului (olandeză Faillissementswet). Codul cuprinde trei proceduri legale distincte:
- Faliment (faillissement). Scopul falimentului este lichidarea activelor companiei. Falimentul se aplică doar companiilor.
- Suspendarea plăților (surseance van betaling). Se aplică doar companiilor. Scopul este de a ajunge la un acord cu creditorii companiei. Este comparabil cu o cerere de protecție împotriva creditorilor.
- Reorganizarea datorie (schuldsanering). Această procedură este destinată exclusiv persoanelor fizice și rezultă dintr-o hotărâre judecătorească. Judecătorul numește un monitor. Monitorul este o parte terță independentă care supraveghează activitatea financiară a persoanei în perioada reorganizării datoriei și ia decizii financiare. Persoana fizică poate călători liber în afara țării după decizia judecătorului în caz.

## Falimentul în Rusia
Legea insolvenței rusești se aplică unui spectru larg de debitori: persoane fizice și companii de toate dimensiunile, cu excepția întreprinderilor de stat, agențiilor guvernamentale, partidelor politice și organizațiilor religioase. Există, de asemenea, reguli speciale pentru companiile de asigurări, participanții profesioniști pe piața valorilor mobiliare, organizațiile agricole și alte legi speciale pentru instituțiile financiare și companiile din monopolurile naturale din industria energetică.
Legea falimentului prevede următoarele etape ale procedurii de insolvență:
- Procedura de monitorizare sau supraveghere (rusă наблюдение)
- Redresarea economică
- Controlul extern
- Lichidarea
- Acord amiabil.

Figura centrală în procesul de faliment este administratorul de insolvență. În diferite etape ale falimentului, acesta este desemnat: administrator temporar în procedura de monitorizare, manager extern în controlul extern, administrator judiciar sau administrator economic în redresarea economică, lichidator în faza de lichidare. În timpul falimentului, administratorul de insolvență are o influență decisivă asupra gestionării activelor (bunurilor) debitorului și exercită o influență cheie asupra aspectelor economice și juridice ale activității acestuia.

## Falimentul în România
În România, conform cu Legea nr. 85/2006 – Legea insolvenței – publicată în MO nr. 359 din 21.04.2006, prin procedura falimentului se înțelege procedura de insolvență concursuală colectivă și egalitară care se aplică debitorului în vederea lichidării averii acestuia pentru acoperirea pasivului, fiind urmată de radierea debitorului din registrul în care este înmatriculat.
Insolvența este acea stare a patrimoniului debitorului, caracterizată prin incapacitatea vădită de plată a datoriilor exigibile cu sumele de bani disponibile (Legea nr. 64/1995). Practic, termenul de insolvență se aplică pentru o situație patrimonială dificilă sau de criză a unui comerciant, care determină imposibilitatea îndeplinirii de către acesta la termen și în bune condiții a obligațiilor de plată asumate.
Potrivit legii, insolvența poate fi prezumată ca fiind:
- vădită, atunci când, după trecerea a 30 de zile de la scadență, debitorul nu a plătit datoria pe care o are față de unul sau mai mulți creditori,
- iminentă, atunci când se dovedește faptul că debitorul nu va putea plăti la scadență datoriile exigibile angajate cu fondurile bănești disponibile la data scadenței.

La figurat, termenul înseamnă "ruină", "eșec total", "fiasco", "crah".
Entitățile care aplică procedura de insolvență sunt: instanțele judecătorești, judecătorul-sindic, administratorul judiciar și lichidatorul.
Potrivit legii, creditorii pot introduce la tribunal cererile de faliment dacă datoriile depășesc 30.000 lei.

### În dreptul penal
În legiuirile românești, termenul "bancrută" este folosit în locul sinonimului "faliment" în contextul dreptului penal. 
Bancruta poate fi simplă sau frauduloasă. În ambele cazuri, aceasta este o infracțiune care se pedepsește cu amendă sau cu închisoare. 

### În România
Până de curând, în dreptul românesc a existat un paralelism juridic, în sensul că existau două legi separate ce în mare abordau același subiect: art. 240 al Codului penal român, cât și art. 143 (1) al Legii 85/2006. Legea penală prevedea sancțiunea înainte de descrierea faptei, în timp ce Noul Cod penal alege să plaseze sancțiunea după descriere. Legea 85/2006 a fost abrogată prin Legea 85/2014.